# Asphondylia parva
Asphondylia parva är en tvåvingeart som beskrevs av Tavares 1917. Asphondylia parva ingår i släktet Asphondylia och familjen gallmyggor. Inga underarter finns listade i Catalogue of Life.